# Dawid Jung
Dawid Jung (* 17. ledna 1980, Kłecko) je polský operní zpěvák (dramatický tenor), básník, spisovatel, literární kritik, badatel a historik, ředitel Muzea Polských Elektronických Varhan, hlavní redaktor kulturního časopisu Zeszyty Poetyckie.

## Životopis

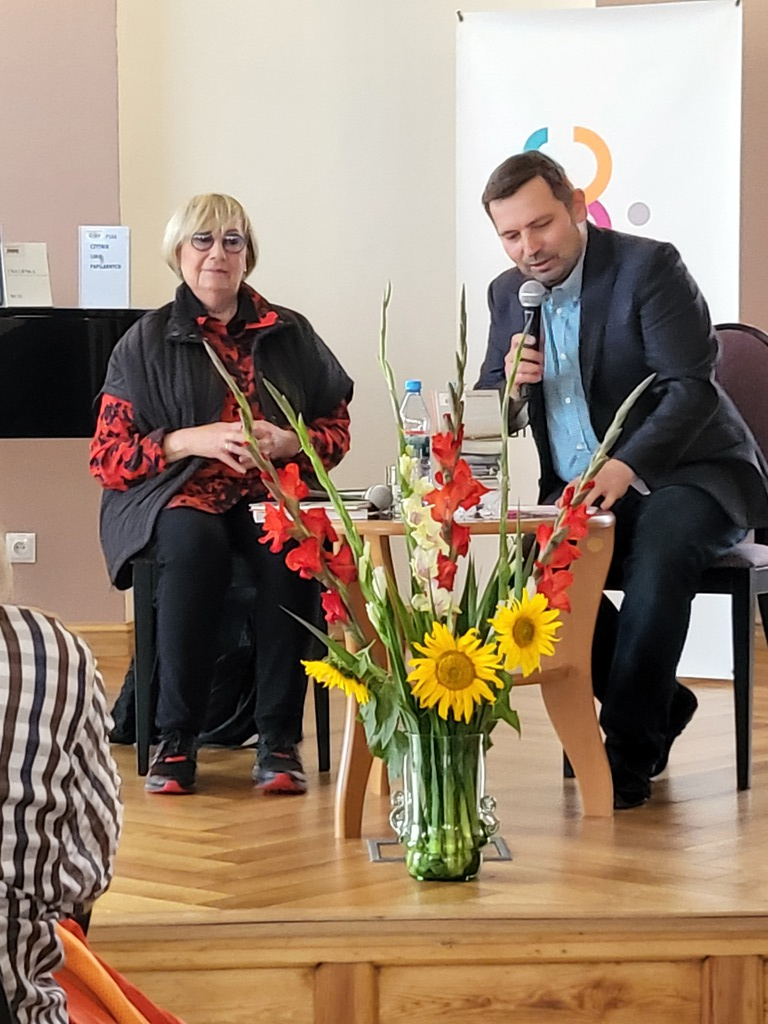
Dawid Jung vede autorské setkání básnířky Ewy Lipské - XIII. Literární Festival Preteksty 2023

Jeho poezie byla přeložena do angličtiny, běloruštiny, francouzštiny, němčiny, češtiny a ukrajinštiny. V letech 2003-2005 přednášel o současné poetice na Collegium Europaeum Gnesnense na Univerzitě Adama Mickiewicze v Poznani. V letech 2000-2006 studoval sólový zpěv na Muzické akademii v Bydgoszczy a poté pokračoval ve studiu na Muzické akademii v Gdaňsku v letech 2006-2008. Zpěvové umění dále zdokonaloval ve Vídni a Římě, kde obdržel hudební stipendium. V roce 2009 získal Medaili Juliusze Słowackého za fragment "Poematu o mówieniu prawdy" v Zakładu Narodního im. Ossolińských. Je zakladatelem a stálým členem poroty Ceny im. Andrzeje Krzyckiego a pořadatelem kulturních a vědeckých akcí. Obdržel stipendium Verein zur Förderung der Deutsch-Polnischen Literatur v Berlíně.
V roce 2012 vydal monografii o literatuře Kłecka z 16. a 17. století. Přeložil básníky z novolatiny. Je hlavním redaktorem edic: Biblioteka Współczesnej Poezji Polskiej, Biblioteka Staropolskiej a Studia Historica v časopise "Zeszyty Poetyckie."
V roce 2014 získal Medaili Młodej Sztuki za "tvorbu a šíření literatury jako součásti světa, bez kterého by svět ztratil smysl a chuť". Ve stejném roku se přestěhoval do Říma, kde začal spolupracovat s Římským centrem pro dokumentaci a studium pontifikátu Jana Pavla II.
Je členem Vědecké společnosti v Bydgoszczy, Polského novinářského sdružení, Mezinárodní federace novinářů (IFJ) v Bruselu a Polského spisovatelského sdružení. Publikoval v časopisech jako "Gazeta Wyborcza," "Studium," "Frazy," "Protokół kulturalny," "Undergrunt," "Odry," "ArtPAPIER" a "Dwutygodnik."
V roce 2018 získal čestné označení "Zasloužený dla Polské Kultury" udělené ministrem kultury a národního dědictví.
Je zakladatelem a ředitelem Muzea polských elektronických varhan, které vlastní největší sbírku polských elektronických klávesových nástrojů na světě a účastní se mnoha uměleckých a vědeckých aktivit.  V současné době působí jako místopředseda Polského spisovatelského sdružení v Poznani. 

## Literární dílo
- 312685 důvodů (2006)[14]
- Poema o řeči pravdy (2014)[15]
- Karaoke (vydání Polského spisovatelského sdružení, pobočka v Łódź, Dom literatury v Łódź, 2018)[16]
- #SPAM (vydání Polského spisovatelského sdružení, pobočka v Krakově, edice: Biblioteka Polského spisovatelského sdružení, 2020)[17]
- Glosy (2017)[18]
- Polsko, oblíbená masochistka Evropy (2017)[19]
- Legendy królewskiego miasta. Z przekazów ustnych zebrał i opracował Dawid Jung (Studia Kleccensia, svazek 3, 2018)[20]
- Poslední rybáři polštiny. Lidoví básníci 19. století spojení s Ełkem (Ełk 2020)[21]
- To je wiôldžé. Antologie kašubských básníků mezi dvěma světovými válkami (Gdaňsk, Úřad pro regionální rozvoj Pomořanského vojvody, 2020)[22]
- Básníci Kłecka v období 1590-1623. Příspěvky k dějinám staropolšské kultury (Biblioteka Staropolska, svazek 1, 2012)[23]
- Gdaňské hymny Jakuba Gembického (Biblioteka Staropolska, svazek 3, 2014)[24]

## Ceny a ocenění (významnější)
- Medaile Julia Słowackého (2009)

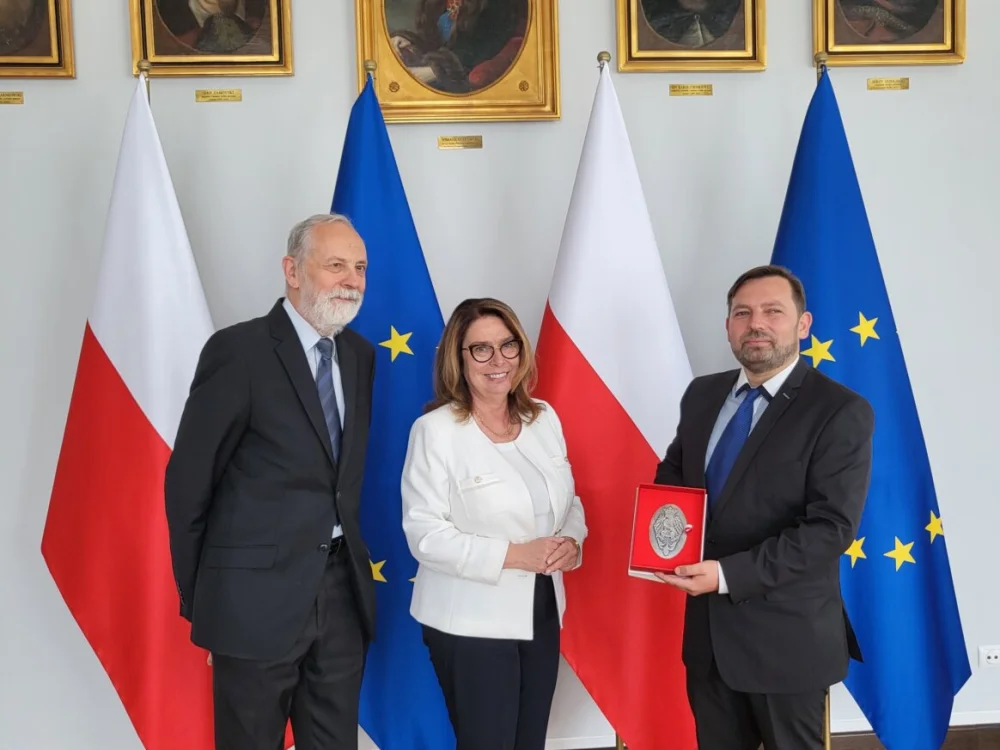
Předseda Senátu Polské republiky oceňuje Dawida Junga

- Cena mladého umění (prvním laureátem v kategorii literatury byl Stanisław Barańczak) (2014)
- Tisíciletá medaile Kongresu v Hnězdnu (2014) (mezi oceněnými byli mimo jiné Jerzy Buzek, Mikuláš Dzurinda, Viktor Orbán, Gerhard Schröder a Miloš Zeman)
- Cena Rodiny Wiłkomirskiho (2016)
- Cena mladých novinářů (Polská novinářská společnost) za fejeton o kultuře (2016)
- Cena Bolesława Leśmiana (2017)
- Znamka od ministra kultury a národního dědictví ve Varšavě: "Zasloužený dla Polské Kultury" (2018)
- Literární a historická identita cena za knihu "Glosy" (2019)
- Cena Magellana - hlavní cena v kategorii mobilních průvodců (spoluautor průvodce "13 nápadů na Gniezno a okolí") udělená časopisem "Książki" (2019)
- Literární cena im. Władysława Reymonta (nominace za literární činnost) (2019)
- Cena im. Anatola J. Omelaniuka (zvláštní ocenění za nejlepší regionální knihu vydanou v roce 2018 - za shromažďování a zpracování starých legend Kłecko představených v knize "Legendy královského města", předseda poroty prof. Stefan Bednarek, předseda Vědeckého výboru pro kultury Akademie věd o Polsku) (2019)
- Medaile Mladého Pozitivisty (2019)
- Znamka od ministra kultury a národního dědictví ve Varšavě: Medaile "Ochránce místa národní paměti" (2020)
- Kříž sv. Jana Pavla II (2021)
- Kříž důstojníka (I. třída) Polského Červeného kříže (2021)
- Znamka od prezidenta Polské republiky Andrzeje Dudy: Medaile "Století návratu nezávislosti" (2022)
- Stříbrná značka "Zasloužený dla Polského Spolku Spisovatelů" (2023)
- Medailie Senátu Polské republiky (2024) (předán předsedkyní Senátu Małgorzatou Kidawou-Błońskou a místopředsedou Senátu Rafał Grupiński)[25]